# La Nuit de la vérité

La Nuit de la vérité est un film burkinabé réalisé par Fanta Régina Nacro, sorti en 2004.

## Synopsis
Après dix ans d’une guerre civile désastreuse entre les Nayaks (ethnie du président) et les Bonandés (rebelles regroupés autour du Colonel Théo), un traité de paix va être signé...
Autour d’un conflit ethnique, Fanta Régina Nacro a voulu faire un drame shakespearien.

## Fiche Technique
- Réalisatrice : Fanta Régina Nacro
- Genre : Long métrage de fiction
- Année de production : 2004
- Format : 35 mm, 1:85, couleurs, Dolby SRD
- Durée : 100 minutes
- Nationalité : France – Burkina Faso
- Langues de tournage : Français, Mooré et Dioula
- Production : Acrobates Films, Les Films du défi
- Distribution : Acrobates Films
- Ventes internationales : British Film Institute (BFI)

## Distribution
- Naky Sy Savane : Edna
- Commandant Moussa Cissé : Theo
- Georgette Paré : Soumari
- Amada Ouedraougo : Le Président
- Rasmané Ouédraogo : Tomoto
- Sami Rama : Fatou
- Capitaine Yves Thombiano : N’gové
- Capitaine Claude Kaboré : Youba
- Odilia Yoni : Tante Awa
- Cédric Zida : Honoré
- Raissa Andréa Yoni : Mina
- Adama Ouédraogo : Léonard
- Troupe Naba Yaadéga : Les danseurs
- Serge Henry : Le chauffeur

## Récompenses et distinctions
- Python Royal, Grand prix du Festival Quintessence' à Ouidah, Bénin.